# Liste der Baudenkmäler in Altenstadt (Iller)

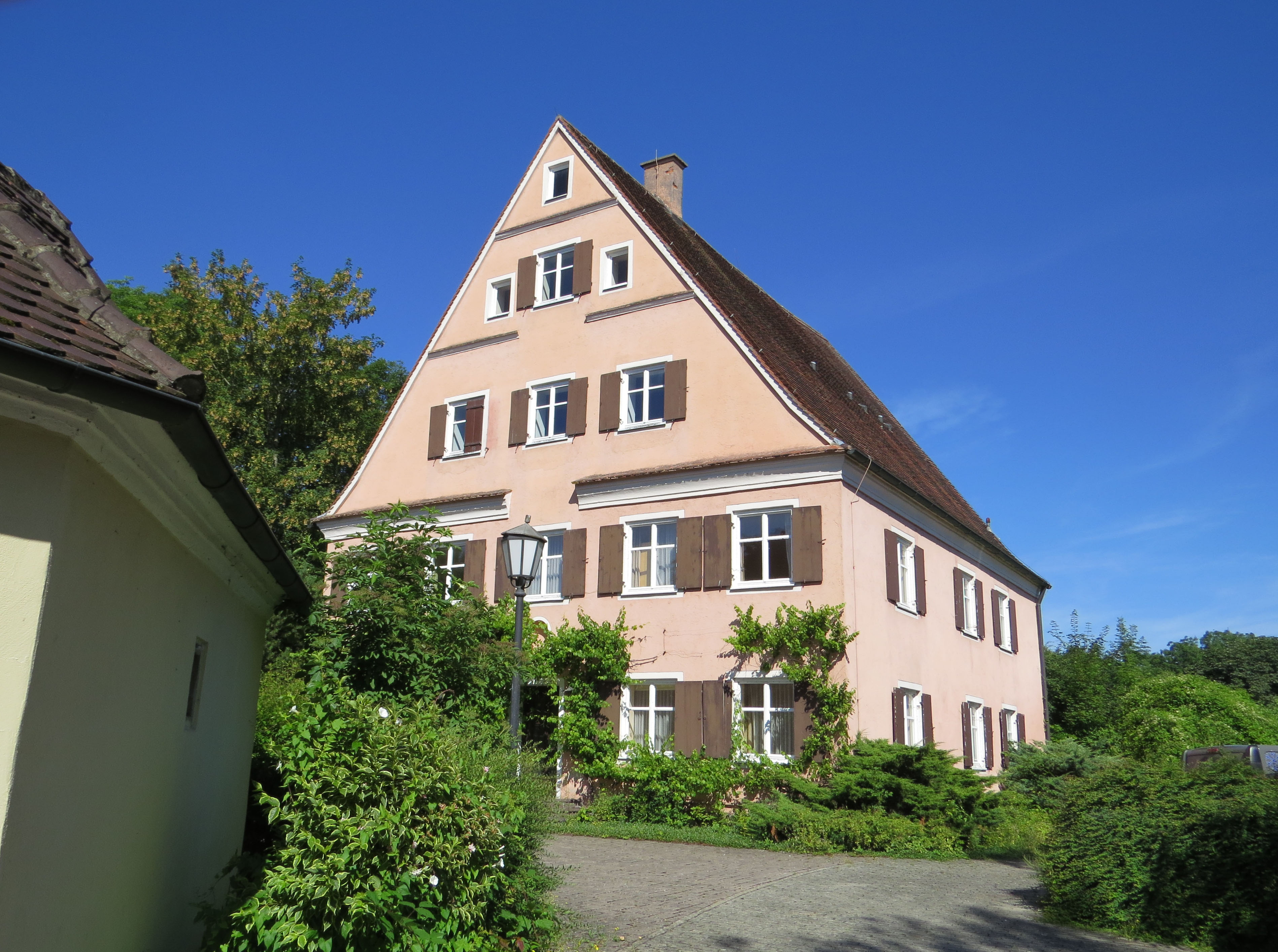
Pfarrhof in Illereichen

Auf dieser Seite sind die Baudenkmäler in dem schwäbischen Markt Altenstadt zusammengestellt. Diese Tabelle ist eine Teilliste der Liste der Baudenkmäler in Bayern. Grundlage ist die Bayerische Denkmalliste, die auf Basis des Bayerischen Denkmalschutzgesetzes vom 1. Oktober 1973 erstmals erstellt wurde und seither durch das Bayerische Landesamt für Denkmalpflege geführt wird. Die folgenden Angaben ersetzen nicht die rechtsverbindliche Auskunft der Denkmalschutzbehörde.

## Ensembles

### Ensemble Ehemalige Judensiedlung
Das Ensemble umfasst die ehemalige Judensiedlung des 18. und 19. Jahrhunderts und damit den Ortskern von Altenstadt. Die Aufnahme von Juden war durch die Herren von Rechberg ab etwa 1650 im Bereich ihrer Herrschaft erfolgt, die Ansiedlung zunächst wohl im Ortsteil Illereichen (vgl. dort). Unter den Grafen von Limburg-Styrum wurde in Altenstadt ab etwa 1720/22 abseits des älteren, bei der Kirche gelegenen Ortskerns ein eigener geschlossener Wohnbezirk für die Juden entlang der Landstraße von Ulm nach Memmingen angelegt. Diese ehemalige Judengasse ist innerhalb der heutigen Memminger Straße zwischen der Einmündung der Schillerstraße und dem Hotel Fischer, der ehemaligen Judenwirtschaft, in ihrem alten Baubestand noch deutlich erkennbar. Die zunächst von der Ortsherrschaft nach einheitlichem Plan errichteten Wohnhäuser wurden ab 1789 in Eigenbesitz der Bewohner überführt. Zu den älteren, beiderseits der Straße errichteten Häuserreihen aus dicht nebeneinanderstehenden zweigeschossigen Traufseitbauten kamen gegen Ende des 18. und im frühen 19. Jahrhundert etwas noblere klassizistische Bauten mit Mansarddächern hinzu. Im frühen 19. Jahrhundert hatte die Judenansiedlung ihre größte Ausdehnung mit 56 Familien in über 30 Häusern erreicht. Trotz Verlusten an historischer Bausubstanz, der gravierendste war der Abbruch der ehemaligen Synagoge 1955 und trotz störender Eingriffe, vor allem innerhalb der straßenseitigen Erdgeschosszonen, ist der ursprüngliche geschlossene Charakter der Ansiedlung mit den beiden Grundtypen der Wohnhäuser noch erkennbar geblieben. Aktennummer: E-7-75-111-1.

### Ensemble Illereichen
Der Sitz der Herrschaft Aichen war 1330 durch Erbschaft an die Herren von Rechberg übergegangen und bald danach auf das Areal
des heutigen Schloßberges verlegt worden. Im Anschluss an die sehr umfangreiche, vor allem im 15. Jahrhundert ausgebaute Burganlage entstand ein neuer Ort auf der Höhe über dem alten Dorf, später „Altenstadt“ genannt (siehe dort). Im 15. Jahrhundert wurde nach dem Neubau der Illereicher Kirche auch der Pfarrsitz der Herrschaft hierher verlegt. Die Ortschaft Illereichen entwickelte sich – ausgehend von einem Platz vor der Burg mit Pfarrhof und Amtshaus und der Höhenlinie des Bergsporns nach Nordosten folgend – beiderseits einer einzigen Straße, der Marktstraße. Ihr leicht geschwungener Verlauf ist in planmäßiger
Reihung mit einfachen, meist zweigeschossigen traufständigen Häusern des 18. und frühen 19. Jahrhundert besetzt, die ein geschlossenes Bild einer Kleinbauern- und Handwerkersiedlung vermitteln. Als deren Ausgangs- und Bezugspunkt gehört der Ansitz
der Herrschaft, der Schloßberg mit dem westlichen Plateau der 1837/38 abgetragenen Hauptburg und der von dieser und dem Ort durch Gräben getrennten ehemaligen Vorburg mit zum Ensemble. Aktennummer: E-7-75-111-2.

## Baudenkmäler nach Ortsteilen

### Altenstadt
| Lage | Objekt                                | Beschreibung | Akten-Nr.                       | Bild           |
| --- | ------------------------------------- | --- | ------------------------------- | -------------- |
| Allgäuer Weg (Standort)                                                                                        | Wegkapelle                            | Schmaler Bau unter Dreiecksgiebel, 18. Jahrhundert | D-7-75-111-15 Wikidata          | weitere Bilder |
| Friedhofstraße 4 (Standort)                                                                                    | Katholische Filialkirche Mariä Geburt | Frühgotischer Saalbau mit nicht eingezogenem Polygonalchor und Turm südlich am Langhaus, um 1300 auf frühmittelalterlicher Grundlage errichtet, Turm um 1600 erhöht mit Oktogon; mit Ausstattung | D-7-75-111-1 Wikidata           | weitere Bilder |
| Friedhofstraße 4 (Standort)                                                                                    | Zwei Friedhofstore                    | Mit korbbogigem Durchgang, wohl 17. Jahrhundert | D-7-75-111-1 zugehörig Wikidata | BW             |
| Memminger Straße 18 (Standort)                                                                                 | Wohnhaus                              | Zweigeschossiger Mansarddachbau mit Putzrustika und Gesimsgliederung, bezeichnet „1820“ | D-7-75-111-6 Wikidata           | weitere Bilder |
| Memminger Straße 22 a, b, c, d, e, f, g, h, i, k, l; Altenstadter Mühlbach; Memminger Straße 22 1/2 (Standort) | Wohnhaus und ehemalige Bleiche        | Zweigeschossiger Satteldachbau mit vorkragendem, verputztem Fachwerkgiebel, zweite Hälfte 18. Jahrhundert                                                                                        | D-7-75-111-7 Wikidata           | weitere Bilder |
| Memminger Straße 27 (Standort)                                                                                 | Villa                                 | Zweigeschossig mit Mansardwalmdach, polygonalem Erker, Zwerchhaus und Gauben, barockisierend, 1913                                                                                               | D-7-75-111-8 Wikidata           | weitere Bilder |
| Memminger Straße 29 (Standort)                                                                                 | Wohnhaus                              | Zweigeschossiger Mansarddachbau mit flachem, übergiebeltem Mittelrisalit, Lisenen- und Gesimsgliederung, zweites Viertel 19. Jahrhundert, rückseitig erweitert                                   | D-7-75-111-9 Wikidata           | weitere Bilder |
| Memminger Straße 32 a, b, c (Standort)                                                                         | Wohnhaus                              | Zweigeschossiger Satteldachbau, zum Teil Fachwerk, um 1800 | D-7-75-111-10 Wikidata          | weitere Bilder |
| Memminger Straße 35 (Standort)                                                                                 | Gasthaus, ehemalige Judenwirtschaft   | Zweigeschossiger Mansarddachbau mit flachem, übergiebeltem Eingangsrisalit und Gesimsgliederung, zweites Viertel 19. Jahrhundert                                                                 | D-7-75-111-11 Wikidata          | weitere Bilder |
| Memminger Straße 45 (Standort)                                                                                 | Wohnhaus                              | Zweigeschossiger Satteldachbau mit Segmentbogenfenstern im Typus des Altenstadter Judenwohnhauses, gegen 1850                                                                                    | D-7-75-111-47 Wikidata          | weitere Bilder |

### Bergenstetten
| Lage                             | Objekt                                                           | Beschreibung | Akten-Nr.              | Bild           |
| -------------------------------- | ---------------------------------------------------------------- | --- | ---------------------- | -------------- |
| Blaser (Standort)                | Steinkreuz                                                       | Spätmittelalterlich | D-7-75-111-17 Wikidata | BW             |
| St.-Nikolaus-Straße 6 (Standort) | Katholische Filialkirche Heilige Dreifaltigkeit und St. Nikolaus | Spätgotischer Saalbau mit Polygonalchor und Satteldachturm im Norden, spätes 15./1. Hälfte 16. Jahrhundert, Erneuerungen 1811 und 1856; mit Ausstattung | D-7-75-111-16 Wikidata | weitere Bilder |

### Dattenhausen
| Lage                                | Objekt                                       | Beschreibung | Akten-Nr.              | Bild                         |
| ----------------------------------- | -------------------------------------------- | --- | ---------------------- | ---------------------------- |
| Badhausfeld (Standort)              | Katholische Herrgottskapelle                 | Lisenengegliederter Bau in neugotischen Formen mit offener Vorhalle und dreiseitigem Schluss, um 1860; mit Ausstattung | D-7-75-111-19 Wikidata | Katholische Herrgottskapelle |
| Bonis; Oberrother Straße (Standort) | Wegkreuz                                     | Schmiedeeisern auf hohem Unterbau, bezeichnet „1879“                                                                   | D-7-75-111-57 Wikidata | BW                           |
| Holzbergstraße 2 (Standort)         | Katholische Filialkirche St. Maria Magdalena | Spätgotischer Saalbau mit Polygonalchor und Dachreiter im Westen, Mitte 16. Jahrhundert; mit Ausstattung               | D-7-75-111-18 Wikidata | weitere Bilder               |
| Steigmahd (Standort)                | Bildstock                                    | Mit hochrechteckiger Bildnische, wohl 18. Jahrhundert                                                                  | D-7-75-111-20 Wikidata | BW                           |

### Filzingen
| Lage                       | Objekt                              | Beschreibung                                                                                   | Akten-Nr.              | Bild           |
| -------------------------- | ----------------------------------- | ---------------------------------------------------------------------------------------------- | ---------------------- | -------------- |
| Alte Straße 17 (Standort)  | Wohnhaus                            | Zweigeschossiger Walmdachbau, im Kern 18. Jahrhundert, stark überformt                         | D-7-75-111-21 Wikidata | BW             |
| Kapellenweg 2 b (Standort) | Bildstock                           | Übergiebelt mit Rundbogennische; mit Ausstattung                                               | D-7-75-111-23 Wikidata | Bildstock      |
| Kapellenweg 6 (Standort)   | Katholische Filialkirche St. Martin | Im Kern romanische Chorturmkirche, um 1200 errichtet, 1594 Erhöhung des Turms; mit Ausstattung | D-7-75-111-22 Wikidata | weitere Bilder |

### Herrenstetten
| Lage                              | Objekt                                   | Beschreibung | Akten-Nr.              | Bild                                     |
| --------------------------------- | ---------------------------------------- | --- | ---------------------- | ---------------------------------------- |
| Bergenstetter Straße 3 (Standort) | Ehemaliges Pfarrhaus, jetzt Kindergarten | Zweigeschossig mit Mansardwalmdach, 1766 ff. von Franz Xaver Miller | D-7-75-111-25 Wikidata | Ehemaliges Pfarrhaus, jetzt Kindergarten |
| Weg zum Friedhof 1 (Standort)     | Katholische Pfarrkirche St. Martin       | Saalbau mit eingezogenem Polygonalchor und Turm nördlich am Langhaus, wohl Mitte 16. Jahrhundert, im 18. und 19. Jahrhundert mehrfach verändert, 1862 ff. nach Westen verlängert; mit Ausstattung | D-7-75-111-24 Wikidata | weitere Bilder                           |

### Illereichen
| Lage | Objekt                                                                                        | Beschreibung | Akten-Nr.                        | Bild                                                                            |
| --- | --------------------------------------------------------------------------------------------- | --- | -------------------------------- | ------------------------------------------------------------------------------- |
| Am Gottesacker 1 (Standort)                                                                                 | Katholische Kapelle St. Sebastian und Rochus, ehemals Kapelle des 1920 aufgegebenen Friedhofs | Längsrechteckiger Saalbau mit Satteldach und Dachreiter in Fachwerk, bezeichnet „1602“; mit Ausstattung | D-7-75-111-41 Wikidata           | BW                                                                              |
| Am Gottesacker 1 (Standort)                                                                                 | Beinhaus                                                                                      | Quadratisches Bau mit segmentbogigen Öffnungen und Zeltdach, Anfang 17. Jahrhundert; mit Ausstattung | D-7-75-111-43 Wikidata           | BW                                                                              |
| Am Gottesacker 1 (Standort)                                                                                 | Kerkerkapelle                                                                                 | Pilastergerahmter Bau mit einseitig abgewalmtem Dach, um 1600; mit Ausstattung | D-7-75-111-42 Wikidata           | BW                                                                              |
| Kirchplatz 1 (Standort)                                                                                     | Katholische Filialkirche Mariä Himmelfahrt                                                    | Im Kern spätgotische Saalkirche mit querschiffartigen Kapellenanbauten, eingezogenem Polygonalchor und Westturm, vor 1451 errichtet, um 1616/20 Anbau der Langhauskapellen, 1715/17 barockisiert, 1838 ff. Neubau des Turms in neuromanischen Formen nach Entwurf von Eduard Rüber; mit Ausstattung                  | D-7-75-111-26 Wikidata           | weitere Bilder                                                                  |
| Kirchplatz 2 (Standort)                                                                                     | Ehemaliges Bräuhaus                                                                           | Zweigeschossiger Satteldachbau mit Gesimsgliederung, nach 1753, westlicher Anbau modern | D-7-75-111-27 Wikidata           | weitere Bilder                                                                  |
| Kirchplatz 3, 4 (Standort)                                                                                  | Ehemalige umfangreiche Burganlage                                                             | 14./15. Jahrhundert, bis zum 18. Jahrhundert mehrfach verändert, 1837/38 Hauptburg südwestlich der Vorburg abgebrochen; von der Vorburg nur mehr wenige Gebäude erhalten: Torturm, quadratisch mit oktogonalem Aufsatz, zweite Hälfte 16. Jahrhundert; zur ehemaligen Burganlage gehört auch das ehemalige Jägerhaus | D-7-75-111-40 Wikidata           | weitere Bilder                                                                  |
| Kirchplatz 3, 4 (Standort)                                                                                  | Ehemalige umfangreiche Burganlage, ehemaliges Stallgebäude                                    | Nördlich anschließend, erdgeschossig, mit Satteldach, 18. Jahrhundert | D-7-75-111-40 zugehörig Wikidata | Ehemalige umfangreiche Burganlage, ehemaliges Stallgebäude                      |
| Kirchplatz 3, 4 (Standort)                                                                                  | Ehemalige umfangreiche Burganlage, westlich ehemaliger Ökonomie- und Gesindebau               | Zweigeschossig mit im Westen abgewalmtem Satteldach und Allianzwappen der Rechberg und Höfingen über der Tordurchfahrt, 17./18. Jahrhundert | D-7-75-111-40 zugehörig Wikidata | Ehemalige umfangreiche Burganlage, westlich ehemaliger Ökonomie- und Gesindebau |
| Kirchplatz 3, 4 (Standort)                                                                                  | Ehemalige umfangreiche Burganlage, Zugang im Osten über eine steinerne Brücke                 | Mit Arkaden und Strebepfeilern, 17./18. Jahrhundert | D-7-75-111-40 zugehörig Wikidata | Ehemalige umfangreiche Burganlage, Zugang im Osten über eine steinerne Brücke   |
| Kirchplatz 3, 4 (Standort)                                                                                  | Ehemalige umfangreiche Burganlage, im Süden der Vorburg ehemaliger Schlossgarten              | Wohl 16. Jahrhundert | D-7-75-111-40 zugehörig Wikidata | BW                                                                              |
| Kirchplatz 4 (Standort)                                                                                     | Ehemaliges Jägerhaus                                                                          | Zweigeschossig mit geknickter Ostfront und Sattel- bzw. Walmdach | D-7-75-111-40 zugehörig          | weitere Bilder                                                                  |
| Kirchplatz 4 (Standort)                                                                                     | Fachwerkstadel                                                                                | Westlich anschließend, 17./18. Jahrhundert | D-7-75-111-40 zugehörig          | Fachwerkstadel                                                                  |
| Kirchplatz 5 (Standort)                                                                                     | Ehemalige Schule                                                                              | Dreigeschossiger Satteldachbau mit Lisenen- und Gesimsgliederung, Ende 19. Jahrhundert | D-7-75-111-29 Wikidata           | weitere Bilder                                                                  |
| Marktstraße 1 (Standort)                                                                                    | Ehemaliges Amts- und Rathaus                                                                  | Zweigeschossiger Bau mit Gesimsgliederung und Schopfwalmdach, Mitte 18. Jahrhundert | D-7-75-111-30 Wikidata           | weitere Bilder                                                                  |
| Marktstraße 8, gegenüber der gleichartig gestalteten Kapelle St. Johannes Evangelist (Standort)             | Katholische Kapelle St. Johannes Nepomuk                                                      | Tiefe Nische mit Stichbogenarkade und dreiseitigem Schluss, von einem jüngeren Wohnhausbau aus der zeiten Hälfte 19. Jahrhundert überfangen; mit Ausstattung | D-7-75-111-31 Wikidata           | weitere Bilder                                                                  |
| Marktstraße 14 (Standort)                                                                                   | Ehemaliges Gasthaus                                                                           | Zweigeschossiger Mansarddachbau, um 1753 | D-7-75-111-33 Wikidata           | Ehemaliges Gasthaus                                                             |
| Marktstraße 30 (Standort)                                                                                   | Torhaus                                                                                       | Kleiner Satteldachbau mit stichbogigem Durchgang und verputztem Fachwerk, 18. Jahrhundert | D-7-75-111-34 Wikidata           | weitere Bilder                                                                  |
| Marktstraße 38 (Standort)                                                                                   | Torhaus                                                                                       | Quadratischer Ziegelbau mit großer rundgogiger Durchfahrt, Fachwerkobergeschoss mit Zeltdach, westlich erneuerter hölzerner Aufgang, wohl 16. Jahrhundert, Aufsatz wohl 17. Jahrhundert | D-7-75-111-35 Wikidata           | weitere Bilder                                                                  |
| Nähe Obere Illereicher Straße; Obere Illereicher Straße 2 a, auf nach Osten ansteigendem Gelände (Standort) | Jüdischer Friedhof                                                                            | Grabdenkmäler des 18. bis 20. Jahrhunderts, im westlichen Teil die älteren Grabsteine aus dem 18. und frühen 19. Jahrhundert, angelegt 1719, erweitert 1785 und 1867, 1942 letzte Bestattung; Umfassungsmauer 1928                                                                                                   | D-7-75-111-44 Wikidata           | weitere Bilder                                                                  |
| Pfarrhofplatz 1 (Standort)                                                                                  | Katholisches Pfarrhaus                                                                        | Zweigeschossiger Satteldachbau mit kräftiger Gesimsgliederung und Figurennische über dem Eingang, im Kern 1719, erneuert durch Adrian Maisch, 1785/87 | D-7-75-111-36 Wikidata           | weitere Bilder                                                                  |
| Pfarrhofplatz 3 (Standort)                                                                                  | Wohnhaus                                                                                      | Zweigeschossiger Satteldachbau, am erneuerten Eingang bezeichnet „1611“, im Dachgeschoss bezeichnet „1734“, vielleicht frühes 17. Jahrhundert und 1734 erneuert | D-7-75-111-37 Wikidata           | weitere Bilder                                                                  |
| Rechbergstraße 1, gegenüber der gleich gestalteten St.-Johannes-Nepomuk-Kapelle (Standort)                  | St.-Johannes-Evangelist-Kapelle                                                               | Mit dreiseitigem Schluss, 18. Jahrhundert; mit Ausstattung | D-7-75-111-32 Wikidata           | weitere Bilder                                                                  |

### Untereichen
| Lage                             | Objekt                                     | Beschreibung | Akten-Nr.              | Bild           |
| -------------------------------- | ------------------------------------------ | --- | ---------------------- | -------------- |
| An der Halde (Standort)          | Katholische Pfarrkirche St. Peter und Paul | Saalbau mit eingezogenem Polygonalchor und Turm im nördlichen Chorwinkel, Turmunterteil spätgotisch, um 1617 erhöht, ansonsten Neubau an Stelle einer 1775 abgebrochenen Vorgängerkirche von Franz Xaver Miller (oder Müller) vielleicht nach Plänen von Jakob Jehle, 1778; mit Ausstattung | D-7-75-111-45 Wikidata | weitere Bilder |
| Illertisser Straße 79 (Standort) | Steinkreuz                                 | Spätmittelalterlich | D-7-75-111-46 Wikidata | BW             |

## Ehemalige Baudenkmäler
In diesem Abschnitt sind Objekte aufgeführt, die früher einmal in der Denkmalliste eingetragen waren, jetzt aber nicht mehr. Objekte, die in anderem Zusammenhang – also z. B. als Teil eines Baudenkmals – weiter eingetragen sind, sollen hier nicht aufgeführt werden. Aktennummern in diesem Abschnitt sind ehemalige, jetzt nicht mehr gültige Aktennummern.

| Lage                                                          | Objekt                        | Beschreibung | Akten-Nr.              | Bild           |
| ------------------------------------------------------------- | ----------------------------- | --- | ---------------------- | -------------- |
| Altenstadt Memminger Straße 16 (Standort)                     | Wohnhaus                      | Zweigeschossig mit Satteldach im Typus jüdischer Bauten in Altenstadt, zweites Viertel 19. Jahrhundert                        | D-7-75-111-5 Wikidata  | weitere Bilder |
| Altenstadt Memminger Straße 31 (Standort)                     | Ehemaliges Verwaltungsgebäude | Dreigeschossiger Satteldachbau mit Zwerchhaus, um 1870/80                                                                     | D-7-75-111-50 Wikidata | weitere Bilder |
| Altenstadt Memminger Straße 42 a, 42 b, 42 c, 42 d (Standort) | Wohn- und Geschäftshaus       | Zweigeschossiger Traufseitbau, am Giebel Vorkragungen, rückwärtig Aborterker, im Kern um 1800                                 | D-7-75-111-54 Wikidata | weitere Bilder |
| Altenstadt Memminger Straße 48 (Standort)                     | Wohnhaus                      | Eingeschossiger Mansarddachbau, um 1800                                                                                       | D-7-75-111-12 Wikidata | BW             |
| Altenstadt Memminger Straße 53, 55, 57 (Standort)             | Wohnhaus                      | Zweigeschossiger Traufseitbau, Giebelwand mit Fachwerk, im Kern frühes 19. Jahrhundert                                        | D-7-75-111-55 Wikidata | BW             |
| Altenstadt Memminger Straße 79 (Standort)                     | Wohnhaus                      | Traufständiger Satteldachbau, erste Hälfte 19. Jahrhundert                                                                    | D-7-75-111-14 Wikidata | Wohnhaus       |
| Illereichen Rechbergstraße 2 (Standort)                       | Wohnhaus                      | Zweigeschossig mit Mansardwalmdach, zweite Hälfte 18. Jahrhundert                                                             | D-7-75-111-39 Wikidata | weitere Bilder |
| Untereichen Illertisser Straße 50 (Standort)                  | Villa                         | Zweigeschossig mit Mansarddach, turmartig erhöhtem Eckrisalit und profilierten Traufgesimsen, um 1900, östlich moderner Anbau | D-7-75-111-58 Wikidata | BW             |